# Osama Heikal

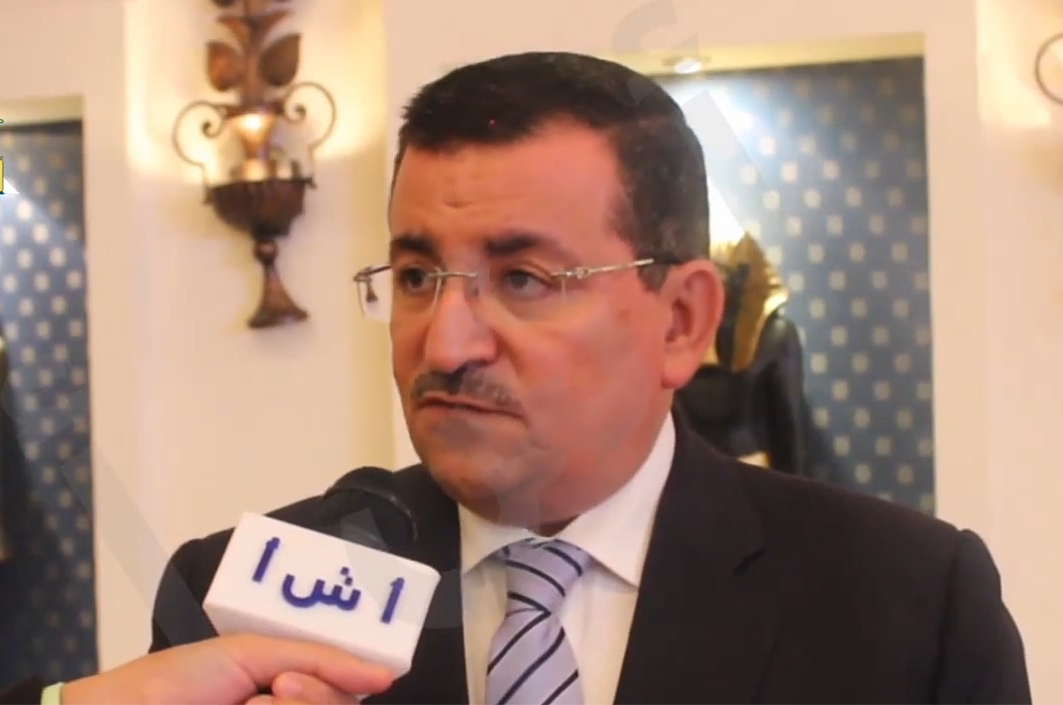
Osama Heikal bei einem Interview

Osama Heikal (* 1965) ist ein ägyptischer Politiker. Er war 2011 und erneut vom 22. Dezember 2019 bis zum 25. April 2021 Informationsminister Ägyptens.

## Leben
Heikal war vom 24. Juli bis 6. Dezember 2011  während der Revolution in Ägypten 2011 Informationsminister seines Landes Nach dem Maspero-Massaker an christlichen Kopten in Kairo am 9. Oktober 2011 reichte eine Gruppe von Menschenrechtsorganisationen im Oktober 2011 bei der ägyptischen Staatsanwaltschaft Klage wegen Volksverhetzung gegen Heikal ein. Diese bezog sich auf die Berichterstattung des staatlichen Fernsehens sowie Aufrufe, bewaffnet auf die Straße zu gehen und die Armee gegen „christliche Extremisten“ zu unterstützen. Heikal war bei der Vorstellung des neuen Kabinetts von Premier Gansuri im Dezember 2011 nicht mehr als Minister dabei.
Am 22. Dezember 2019 wurde Heikal erneut zum Informationsminister ernannt.